# السهول (بني العوام)

تعديل مصدري - تعديل

السهول هي إحدى قرى عزلة ردمان بمديرية بني العوام التابعة لمحافظة حجة، بلغ تعداد سكانها 1149 نسمة حسب تعداد اليمن لعام 2004.